# Merremia malvaefolia
Merremia malvaefolia är en vindeväxtart som beskrevs av Alfred Barton Rendle. Merremia malvaefolia ingår i släktet Merremia och familjen vindeväxter. Inga underarter finns listade i Catalogue of Life.